# Rémo Meyer
Rémo Meyer (sinh ngày 12 tháng 11 năm 1980) là một hậu vệ bóng đá người Thụy Sĩ từng thi đấu cho FC Red Bull Salzburg.

## Sự nghiệp quốc tế
Anh có 5 lần ra sân cho Đội tuyển bóng đá quốc gia Thụy Sĩ.